# Archanara punctivena
Archanara punctivena är en fjärilsart som beskrevs av Alfred Ernest Wileman 1914. Archanara punctivena ingår i släktet Archanara och familjen nattflyn. Inga underarter finns listade i Catalogue of Life.